# 拂晓乡
拂晓乡，是中华人民共和国安徽省滁州市定远县下辖的一个乡镇级行政单位。

## 行政区划
拂晓乡下辖以下地区：
拂晓村、红星村、庄阳村、林业村、庙孙村、高塘村、红光村和园艺村。